# Pine Grove (Pennsilvània)
Pine Grove és una població dels Estats Units a l'estat de Pennsilvània. Segons el cens del 2000 tenia 2.154 habitants.

## Demografia
Segons el cens del 2000, Pine Grove tenia 2.154 habitants, 877 habitatges, i 558 famílies. La densitat de població era de 770,1 habitants per quilòmetre quadrat.
Dels 877 habitatges en un 27,6% hi vivien nens de menys de 18 anys, en un 50,4% hi vivien parelles casades, en un 9,7% dones solteres, i en un 36,3% no eren unitats familiars. En el 30,9% dels habitatges hi vivien persones soles el 17,7% de les quals corresponia a persones de 65 anys o més que vivien soles. El nombre mitjà de persones vivint en cada habitatge era de 2,36 i el nombre mitjà de persones que vivien en cada família era de 2,98.
Per edats la població es repartia de la següent manera: un 21,9% tenia menys de 18 anys, un 7,9% entre 18 i 24, un 28,6% entre 25 i 44, un 22,6% de 45 a 60 i un 19,1% 65 anys o més.
L'edat mediana era de 39 anys. Per cada 100 dones de 18 o més anys hi havia 87,4 homes.
La renda mediana per habitatge era de 35.865 $ i la renda mediana per família de 49.737 $. Els homes tenien una renda mediana de 31.369 $ mentre que les dones 21.818 $. La renda per capita de la població era de 19.547 $. Entorn del 2,6% de les famílies i el 5,9% de la població estaven per davall del llindar de pobresa.